# Дерек енд Доминос
„Дерек енд Доминос“ (на английски: Derek and the Dominos) е британска блус рок музикална група, просъществувала за кратко през 1970 – 1971 година.
Групата е основана от китариста и певец Ерик Клептън, заедно с Боби Уитлок (клавишни), Карл Радъл (бас китара) и Джим Гордън (ударни). Преди това четиримата свирят заедно в групата Дилейни и Бони.
Дерек енд Доминос издават само един студиен албум, Layla and Other Assorted Love Songs, значителен принос към който има и Дуейн Олман, китарист от групата Олман Брадърс Бенд. Албумът е посрещнат добре от критиката, но първоначално няма търговски успех. Едва през 1972 година, когато групата вече се е разпаднала, сингълът Layla постига успех в класациите. Layla and Other Assorted Love Songs често е определян като най-голямото постижение в кариерата на Ерик Клептън.

## История

### Възникване
„Дерек енд Доминос“ се появява заради участието на нейните четирима членове в американско турне на соул групата „Дилейни енд Бони“. То е организирано около дуета на Дилейни и Бони Брамлет с променлив ансамбъл от поддържащи музиканти. През лятото на 1969 година сред тях е „Блайнд Фейт“, просъществувалата за кратко супергрупа на Ерик Клептън и Стив Уинуд. Клептън харесва относителната анонимност, която има с шоуто на „Дилейни енд Бони“, след свръхентусиазма на феновете, докато има собствена група.
Заедно с бъдещите участници в „Дерек енд Доминос“ Боби Уитлок, Карл Радъл и Джим Гордън, Клептън участва в турнето на „Дилейни енд Бони“ в Европа и Съединените щати между ноември 1969 година и март 1970 година. Освен това цялата група му акомпанира в записания по това време негов дебютен солов албум Eric Clapton. По това време няколко музиканти напускат шоуто, заради финансови противоречия. Уитлок, припомняйки си трудностите с „Дилейни и Бони“, отбелязва честите караници между двамата и описва Дилейни като взискателен ръководител, подобно на Джеймс Браун. Сред напусналите са Гордън и Радъл, които се присъединяват към турнето на Джо Кокър, но Уитлок остава с „Дилейни енд Бони“ още известно време.
През април 1970 година по предложение на своя приятел Стив Кропър Уитлок отива в Англия, за да посети Клептън. Той се настанява в дома на Клептън в графство Съри, където двамата правят продължителни джем сешъни и започват да пишат голяма част от бъдещия репертоар на „Доминос“. Много от новите песни отразяват засилващото се увлечение на Клептън по Пати Бойд, съпругата на близкия му приятел Джордж Харисън, който също свири с Клептън в европейското турне на „Дилейни енд Бони“ през декември 1969 година.
Малко след пристигането на Уитлок двамата с Клептън решават да създадат нова група и се свързват с Радъл и Гордън в Съединените щати. Първият им избор за барабанист е Джим Келтнър, но той е ангажиран със записи с джаз китариста Габор Сабо. Гордън, от друга страна, е поканен да отиде в Лондон за записите на първия солов албум на Джордж Харисън след разделянето на „Бийтълс“ All Things Must Pass. През май Клептън, Уитлок и Гордън се събират в Лондон за записи на певицата Пи Пи Арнолд, а след това са акомпаниращата група за основната част от албума на Харисън.